# Mašinica za tetoviranje
Mašinica za tetoviranje je osnova za profesionalno tetoviranje. Osmislio ju je američki naučnik Sem O’Rajli (Sam O’Reilly) i patentirao 1892.godine. Mašinica se od tog vremena do danas, nije mnogo promenila.

## Patent
Prava istina je u stvari da je godine 1876, Tomas Edison patentirao uređaj za tetoviranje – autografski štampač, koji je bio namenjen kao uređaj za graviranje tvrdih površina. O'Rajli je modifikovao Edisonovu mašinu promenivši sistem cevčice i koristeći konverziju točka rotirajuće elektromagnetski oscilirajuće jedinice kako bi omogućio mašini da pokreće iglu. O¨Rajlijev patent je u stvari samo za cevčicu, budući da je ostatak mašine bio identičan Edisonovom autografskom štampaču.

## Moderna mašinica za tetoviranje
Glavni deo mašinice je ram na koji su pričvršćeni svi ostali delovi. Ram može biti raznih oblika, uglavnom je to pitanje dizajna, princip rada je uglavnom isti. Drugi jako bitan deo je motor odnosno elektromagnet. On se sastoji od dva kalema i jednog kondenzatora. Kada je mašinica uključena u struju (od 1v do 18v / minimum 2A ), motor privlači i odbacuje mali metalni deo (armature bar) na koji je zakačen nosač iglice , tako dobijamo vertikalno pomeranje igle pri kojem igla (vođena kroz tubu i špic), pravi kontrolisane ubode u kožu. Broj uboda se kreće u itervalu od 50 pa do 3000 uboda u minuti.
Moderna mašinica za tetoviranje sadrži još nekoliko komponenti:
- Sterilnu iglu
- Sistem tube i špica kroz koji prolazi sterilna igla i boja
- Kabal (clip-coard) koji povezuje mašinicu i pedalu (prekidač)
- Pedalu koja je prikačena na adapter, koja kontroliše pomeranje igle gore dole (on-off)

## Princip rada mašinice za tetoviranje
Tattoo umetnik pravi (crta) tetovažu tako što ubrizgava boju u kožu klijenta. Da bi to uradio koristi tattoo mašinicu koja radi na struju i zvuči slično kao mašinica kod zubara. Mašinica pomera iglu gore dole pri čemu probada kožu između 50 i 3000 puta u minuti. Igla probada kožu do 1 mm dubine i pri svakom ubodu ostavlja odredjenu količinu boje za sobom.